# Sagné
Sagné – gmina wiejska w Mauretanii, położona w departamencie Maghama na granicy z Senegalem. Według danych na rok 2013 wieś zamieszkiwało 10820 osób, a gęstość zaludnienia wyniosła 60,5 os./km².

## Miasta partnerskie
Miastem partnerskim Sagné od 1989 roku jest:
- Arles, Francja